# 文翰湖公园（季华实验室）站
文翰湖公园（季华实验室）站是南海有軌電車1号线的車站，位於中国廣東省佛山市南海區泰山路環島南路口以北的地面，于2022年11月29日启用。
本站站名由車站南边的文翰湖公园和东侧的季华实验室兩個名稱分别作为主副站名組合而成，不计标点符号共有十個漢字，是目前广佛地区轨道交通车站中最長的站名。

## 车站结构

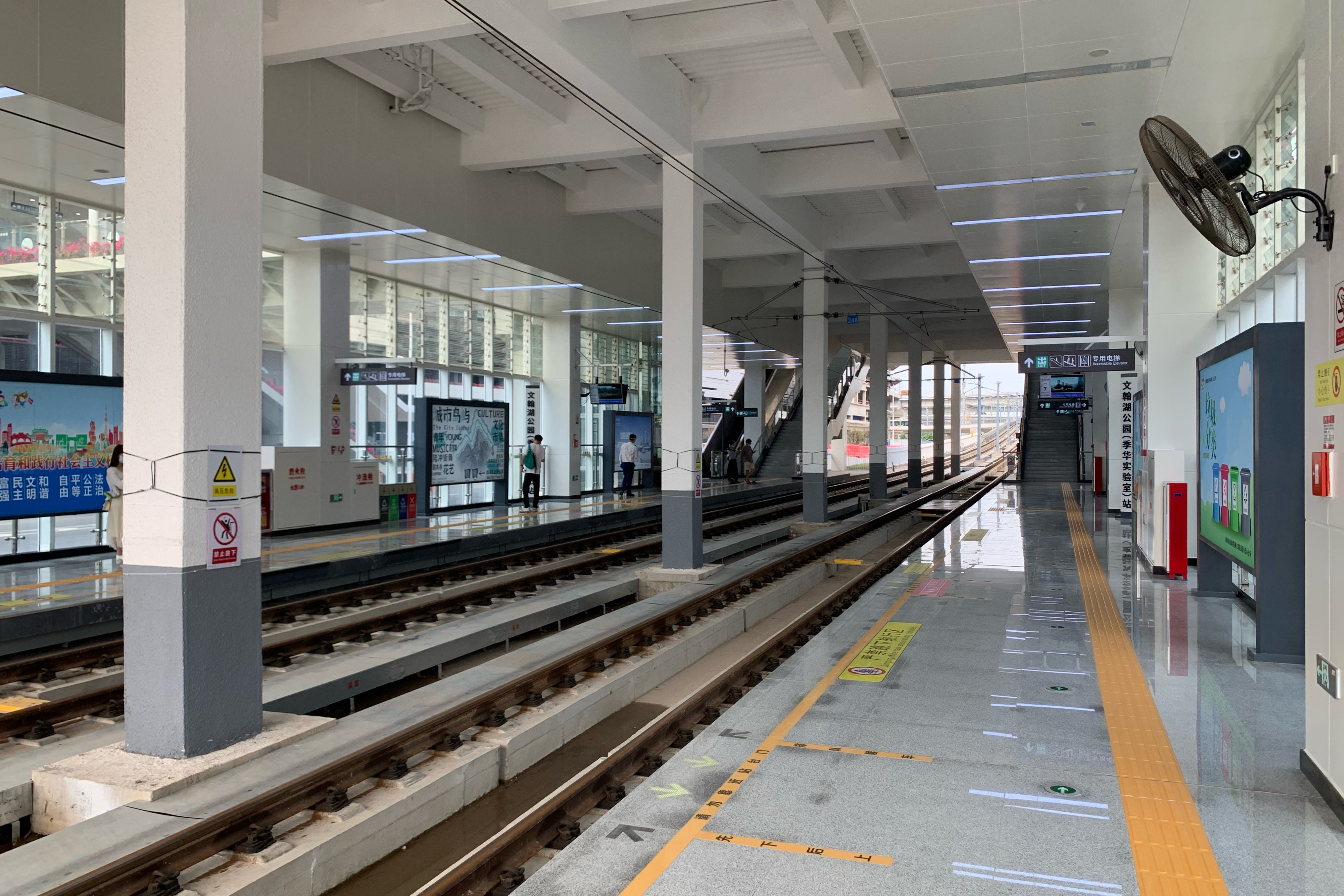
车站站台

### 车站楼层
本站共有兩層。地上二层為车站站厅、出入口；地面为站台，周边为泰山路、環島南路、環島车辆段、季华实验室及其它住宅或建築。
| 地上二层 | 站厅     | 售票機、客服中心、警务室、安检设施            |          |          |
| 地面     | 侧式站台 | 侧式站台                                      | 侧式站台 | 侧式站台 |
|          | 1 站台   | █南海有轨1号线 𧒽崗方向（下站：三山新城北）   |          |          |
|          | 2 站台   | █南海有轨1号线 林岳东方向（下站：三山新城南） |          |          |
|          | 侧式站台 |                                               |          |          |

### 站台
本站设有两个侧式站台，位于泰山路的地面。

### 出入口
本站设有4个出入口供乘客进出。车站另在2023年10月17日开通了通往季华实验室的通道。
|                           |                           |      |          |                                            |
| 編號                      | 无障碍设施                | 图片 | 出口指示 | 建議前往的目的地                           |
| A                         | 升降机标志 · 扶手电梯标志 |      | 泰山路   |                                            |
| B                         | 升降机标志                |      | 环岛南路 | 万科天空之城                               |
| C                         | 升降机标志                |      | 环岛南路 | 文翰湖公园、文翰湖公园（季华实验室）公交站 |
| D                         | 升降机标志 · 扶手电梯标志 |      | 泰山路   | 季华实验室                                 |
| 註： 設有 \| 設有扶手電梯 |                           |      |          |                                            |

## 接驳交通
| 公交（文翰湖公园（季华实验室）站） \| 编号 \| 编号 \| 线路 \| 线路 \| 线路 \| 收费 \| 备注 \| \| ---- \| ---- \| ---------------- \| ---- \| -------------- \| ---- \| ---- \| \| \| 桂32 \| 万达广场公交总站 \| ⇆ \| 环岛南路隧道东 \| 2元 \| \| |      |                  |      |                |      |      |
| 编号 | 编号 | 线路             | 线路 | 线路           | 收费 | 备注 |
| | 桂32 | 万达广场公交总站 | ⇆    | 环岛南路隧道东 | 2元  |      |

## 历史
在最初南海新交通（现名有轨电车1号线）规划之时，并没有设置本站。2021年初线路施工即将进入尾声之前，南海区在对线路初期运营前安全评估项目进行招标时，提及会在三山新城北站和三山新城南站之间增设名为文翰湖站的车站。由于后期新增车站建设需要更长时间，南海新交通首通段亦从林岳北站缩短至三山新城北站。
首通段开通前夕确认本站更名为文翰湖公园站；后通段开通前夕增加季华实验室的副站名，使得本站站名：文翰湖公园（季华实验室）站成为广佛两地车站中最长的站名。2022年11月29日，本站随南海有轨电车1号线后通段的开通而启用。